# Göteborgs Golf Klubb
Göteborgs Golf Klubb (GGK) är en golfklubb i Hovås i Askim i södra Göteborg. Klubben startades 1902 av Viktor H Setterberg och Tor Törnsten under namnet ”Golfafdelningen inom Göteborgs Idrotts-Förbund”.  
GGK är därmed Sveriges äldsta golfklubb men inte den första, det var ”the Gothenburg Golf Club” som startades redan 1891 av den engelske pastorn vid St. Andrews church i Göteborg, Arthur Vandeleur Despard. Denna klubb upplöstes redan 1894 då Despard återvände till England.
De första åren spelade Golfafdelningen på en sexhålsbana vid Sandvik på Hisingen, men eftersom den expanderande hamnen behövde använda området som sandtag, fick klubben se sig om efter annan mark. 
Valet föll på Hovås, en mil söder om Göteborg, eftersom den nystartade Säröbanan underlättade transporterna och genom att marken, som bestod av sandjord, var mycket lämplig för golfspel.
Viktor H Setterberg, som kommit att kallas ”den svenska golfens fader” lade här ut en sexhålsbana 1904. Som ”klubbhus” användes en jordkällare, ”Mattssons källare”.
Samma år startade Setterberg och Törnsten Svenska golfförbundet. Dess första åtgärd blev att översätta golfreglerna till svenska och att införa ett svenskt mästerskap för herrar. 
1904 spelade det första mästerskapet för herrar som vanns av Theodor Åkermark, som även var GGK:s förste ordförande. De första nio svenska mästerskapen spelades på Hovåsbanan innan Stockholms GK tog över arrangemanget. 1911 spelades SM för damer för första gången.
1909 byter Golfafdelningen namn till Göteborgs Golf Klubb.
Banan i Hovås byggdes successivt ut, 1908 till 9, 1923 till 12 och slutligen 1933 till 18 hål.
1910 invigdes ett nytt klubbhus, ritat av Ernst Torulf i nationalromatisk stil. Det dröjde emellertid inte länge innan ”gamla klubbhuset” blivit omodernt och redan 1938 invigdes ”nya klubbhuset”, som fortfarande används efter renovering och utbyggnad.
1908 spelade man för första gången om Stewart´s Challenge Cup, Sveriges äldsta vandringspris i golf, som spelats varje år utom 1914. Stewarts Challenge Cup är en av Sveriges äldsta idrottstävlingar, alla kategorier.Andra tävlingar med gammal historik är Londonpokalen och Juniorpokalen, båda från 1922.
Göteborgs Golf Klubbs klubbmästerskap för herrar startade redan 1903 och är Sveriges äldsta golftävling.
Klubben har fostrat många skickliga spelare t ex Finn Sörvik, Bengt Möller och Ola Bergqvist. På senare år har Carl Pettersson och Linnea Ström utmärkt sig med framgångsrikt spel på PGA respektive LPGA tourerna i USA.
1911 blev dåvarande kronprins Gustaf Adolf och hans maka kronprinsessan Margareta Förste hedersledamöter i klubben och den traditionen lever vidare då prins Daniel valdes till Förste hedersledamot 2019. 